# The Donnas
The Donnas és el nom d'un grup de rock femení nascut el 1998 amb aquest nom a Palo Alto, Estats Units d'Amèrica. Han tret al mercat sis àlbums i enguany trauran el seu setè disc amb el nom actual.

## Membres
- Brett Anderson - Veu
- Allison Robertson - Guitarra
- Maya Ford - Baix
- Torry Castellano - Bateria

## Història
Fins al llançament el 2004 del seu disc Gold Medal la banda usava pseudònims. Cada membre era conegut com a Donna seguit per la primera lletra del seu cognom (ex. Brett era coneguda com a Donna A). Elles van decidir mostrar els seus noms artístics prioritàriament abans de llançar The Gold Medal per a presentar una imatge apropiada per al so més madur que havia adoptat el nou àlbum.
Totes van nàixer el 1979. Com a millors amigues, van formar en el seu vuitè any una obra per la seva col·lega anomenada "Day on the Green". Eren l'única banda femenina al poble, Palo Alto. Eren relativament desconegudes fins que van acabar la seua educació secundària. Aprenien música per si mateixes i practicaven en el garatge de Torry tots els dies durant la secundària. Són a vegades descrites com una banda de punk però elles mateixes neguen alguna afiliació amb el moviment punk rock.
Van experimentar diferents estils musicals i també diversos noms per a la seua banda (Screen, Ragady Anne, i The Electrocutes) abans de decidir-se per The Donnas. Van treballar amb el productor Darin Raffaelli en els seus primers dos àlbums, el primer senzill anomenat "The Donnas", va ser escrit en la seua totalitat per Raffaelli i llançat per la seva pròpia marca Superteem, (seria més tard reactivat novament en Lookout! Records). Es van prendre una setmana lliure en el seu últim any d'institut per a fer un tour per Japó i experimentar amb el riot girl (moviment punk rock feminista) mentre estaven amb el nom de The Electrocutes.
En el 2002, The Donnas van llançar Spend the Night. L'àlbum va ser el seu èxit principal, més que res pel seu single "Take it Off"· A l'estiu del 2003 van tocar a l'escenari principal en Lollapalooza. El 2004 van llançar el seu sisè àlbum titulat Gold Medal.
La banda ha estat junta durant onze anys. Algunes de les seues influències inclouen KISS, L7, Biquini Kill, Shonen Knife, The Muffs, R.E.M., The Ramones, i Bratmobile. Alguns anys després, en l'actualitat, The Donnas prefereixen no ser referides pels seus pseudònims.
The Donnas ha creat la seua pròpia discogràfica (Purple Feather Records) pel llançament del seu pròxim àlbum, Bitchin' que serà el setè de la seua carrera. I Don't Wait Up For Me com a senzill de presentació d'aquest àlbum més metàl·lic que la resta.

## Discografia
Ragady Anne
- Ragady Anne [7"] (1996) (Radio Trash Records)

The Electrocutes
- Steal Yer Lunch Money (released 1998) (Sympathy for the Record Industry)

The Donnas
- American Teenage Rock 'n' Roll Machine (1998) (Lookout! Records)
- The Donnas (1997) (Superteem!) (1998) (rellançat per Lookout! Records)
- Get Skintight (1999) (Lookout! Rècords)
- The Donnas Turn 21 (2001) (Lookout! Records)
- Spend the Night (2002) (Atlantic Records)
- Gold Medal (2004) (Atlantic Records)
- Bitchin'(2007) (Purple Feather Records)

## Vincles d'Interès
- TheDonnas.com Arxivat 2006-01-01 a Wayback Machine.